# Nymoen
Nymoen är en tätort i Ringerike kommun i Buskerud fylke i sydöstra Norge. Orten ligger vid Europaväg 16, på östra sidan av älven Ådalselva, norr om staden Hønefoss.
Tidigare har orten tillhört dåvarande Norderhovs kommun.